# Championnats du monde de duathlon longue distance 2022
Navigation
Édition précédente Édition suivante
Les championnats du monde de duathlon longue distance 2022 sont organisés par la Fédération internationale de triathlon (World Triathlon). Ils se déroulent à Zofingen en Suisse le 4 septembre 2022. C'est l'épreuve longue distance du Powerman Duathlon qui sert de support à ce championnat du monde pour la 15e fois de son histoire.

## Organisation
| Distances course (kilomètres) | Distances course (kilomètres) | Distances course (kilomètres) |
| Course à pied                 | Cyclisme                      | Course à pied                 |
| ----------------------------- | ----------------------------- | ----------------------------- |
| 10                            | 150                           | 30                            |

## Palmarès
Les tableaux présentent les podiums des championnats.
| Rang               | Athlète            | Pays      | Temps          |
| ------------------ | ------------------ | --------- | -------------- |
| Médaille d'or      | Matthieu Bourgeois | France    | 6 h 3 min 57 s |
| Médaille d'argent  | Fabian Holbach     | Allemagne | 6 h 4 min 24 s |
| Médaille de bronze | Michael Ott        | Suisse    | 6 h 5 min 15 s |

| Rang               | Athlète        | Pays      | Temps           |
| ------------------ | -------------- | --------- | --------------- |
| Médaille d'or      | Melanie Maurer | Suisse    | 6 h 47 min 49 s |
| Médaille d'argent  | Lotte Claes    | Belgique  | 6 h 52 min 29 s |
| Médaille de bronze | Merle Brunnée  | Allemagne | 6 h 58 min 30 s |